# L'Arrivée des pèlerins à Cologne
L'Arrivée des pèlerins à Cologne ou Le Retour des pèlerins à Cologne est un tableau de Vittore Carpaccio, signé et daté 1490 et conservé dans les Galeries de l'Académie de Venise. Il s'agit du premier épisode peint pour La Légende de sainte Ursule, déjà à la Scuola di Sant'Orsola à Venise. Du point de vue du développement de l'histoire, c'est le septieme.
Selon la légende hagiographique, reprise par Carpaccio, la chrétienne Ursule, fille du roi de Bretagne, accepta d'épouser le jeune prince païen d'Angleterre, à condition qu'il se convertisse et parte avec elle au pèlerinage à Rome. La scène montre Ursule retournant à la ville allemande de Cologne en traversant le Rhin avec sa flotte en compagnie du mari, de onze mille vierges, du pape Cyriaque et de plusieurs prélats, après la mise en œuvre du vote. Ils sont tous tués par les Huns.
Les moments marquants de l'épisode sont relégués par l'artiste en marge de la grande toile. En effet, à gauche, on peut voir le navire amiral, escorté par une longue file de navires, qui vient de jeter l'ancre, avec le Pape et la blonde Orsola couronnée qui discutent avec un batelier pour convenir du lieu de débarquement. A droite au premier plan, quatre des Huns sont au siège de la ville - dont l'un, l'homme avec la couronne sur la tête et la barbe blanche, est le roi lui-même - qui viennent de lire le message qui les avertit de l'arrivée des pèlerins chrétiens. En bas au centre, assis, il y a un autre Hun, tenant un arc à deux mains : il tue Ursule dans la prochaine toile du cycle.
Le reste de la scène est occupé par la vue de la ville fortifiée, avec la longue rangée de tours défensives, et le port dans lequel se voit le souffle d'une grande étendue d'eau. Les bannières flottant aux tours, blanc-rouge à trois couronnes d'or, sont celles du sultan Mehmet II, qui régna, à l'époque de Carpaccio, sur l'Asie, Trébizonde et la Grèce : trois royaumes indiqués par les trois couronnes. Il s'agit d'une référence claire à la situation actuelle dans laquelle la famille Loredan, principal financier de la confrérie, était impliquée dans la lutte contre les Ottomans.